# Sanji Inoue
Sanji Inoue (井上 三次, Inoue Sanji, Tóquio, 10 de março de 1948) é um ex-ciclista olímpico japonês. Inoue representou seu país nos Jogos Olímpicos de Verão de 1968, na Cidade do México.